# Sony α
Sony α (Sony Alfa, Sony Alpha) – system cyfrowych lustrzanek fotograficznych (ang. DSLR, Digital Single Lens Reflex Camera) wprowadzony na rynek 5 czerwca 2006 roku. Wykorzystuje i rozwija technologię firmy Konica Minolta (łącznie z bagnetem Minolta AF), która została wykupiona przez Sony z działem fotograficznym Konica Minolta na początku 2006 roku. Sony posiada również 11,08% udziałów japońskiego producenta obiektywów Tamron, który jest znanym partnerem firmy Konica Minolta i Sony przy projektowaniu i produkcji obiektywów zmiennoogniskowych. Produkcją obiektywów wyższej klasy zajmuje się niemiecka firma optyczna Carl Zeiss. Udziela ona również wsparcia przy projektowaniu średnio zaawansowanych konstrukcji.

## Historia
System Sony Alfa wprowadzony został na rynek 5 czerwca 2006. W latach 2006–2008 Sony było najszybciej rozwijającym się producentem lustrzanek cyfrowych, osiągając 8% wzrostu. W roku 2008 zostało trzecim na rynku systemem DSLR o udziale 13%.
W maju 2010 Sony zaprezentowało dwa małe aparaty kompaktowe z wymiennymi obiektywami posiadające matryce wielkości dostępnych w lustrzankach cyfrowych. Seria nazwana NEX posiada nowe mocowanie Sony E. Niedługo później do gamy produktów z bagnetem Sony E dołączyły dwie cyfrowe kamery przeznaczone do zastosowań profesjonalnych: Sony Handycam NEX-VG10 i Sony NXCAM.
24 sierpnia 2010 roku firma Sony zaprezentowała dwa modele lustrzanek (Sony α55 i Sony α33) wyposażone w wizjer elektroniczny oraz półprzepuszczalne lustro które nie podnosi się podczas wykonywania zdjęć jak w tradycyjnych lustrzankach. Technologia nosi oznaczenie SLT (ang. Single-Lens Translucent).

## Lista modeli

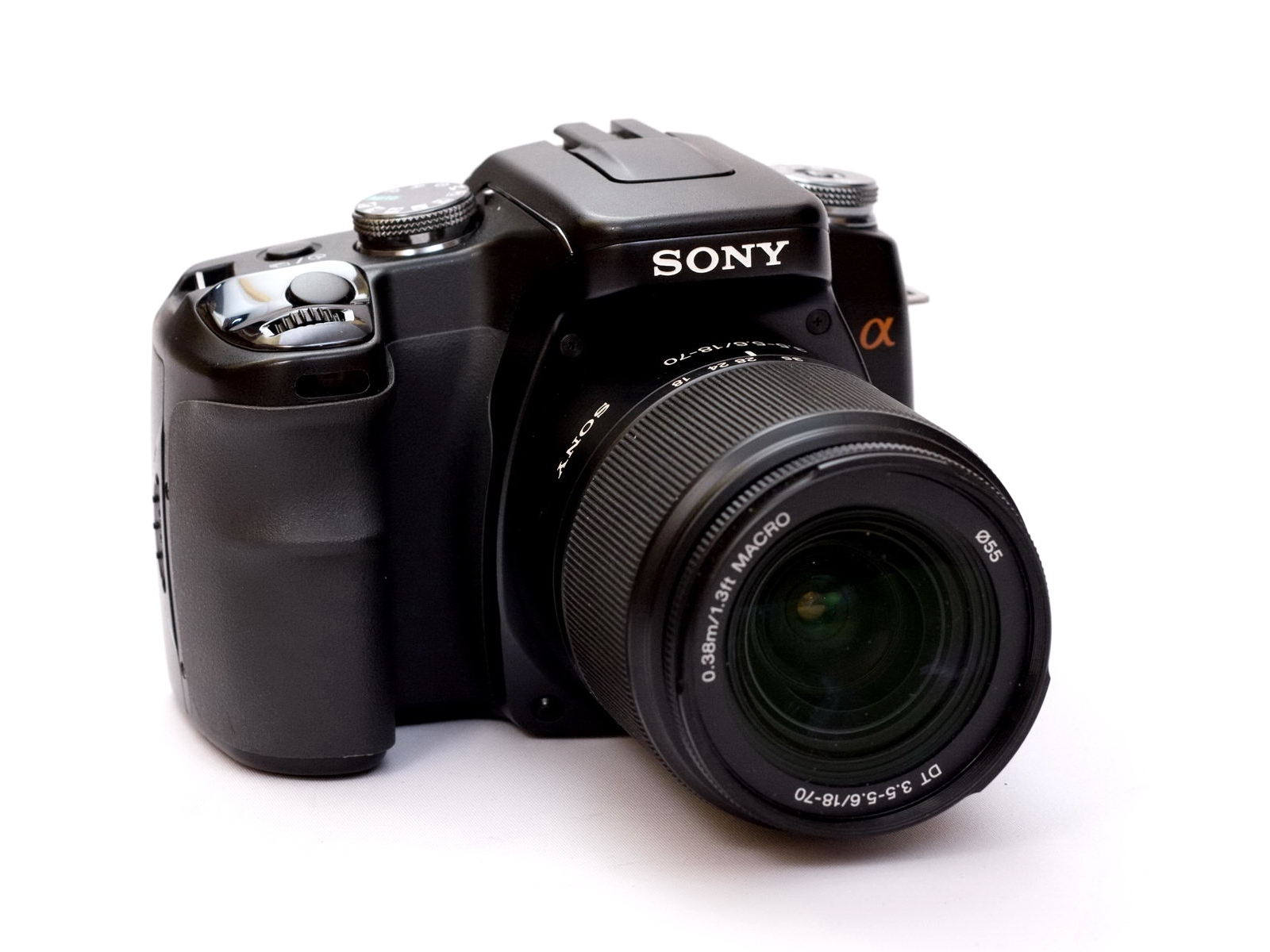
Sony α100 z obiektywem 18-70mm

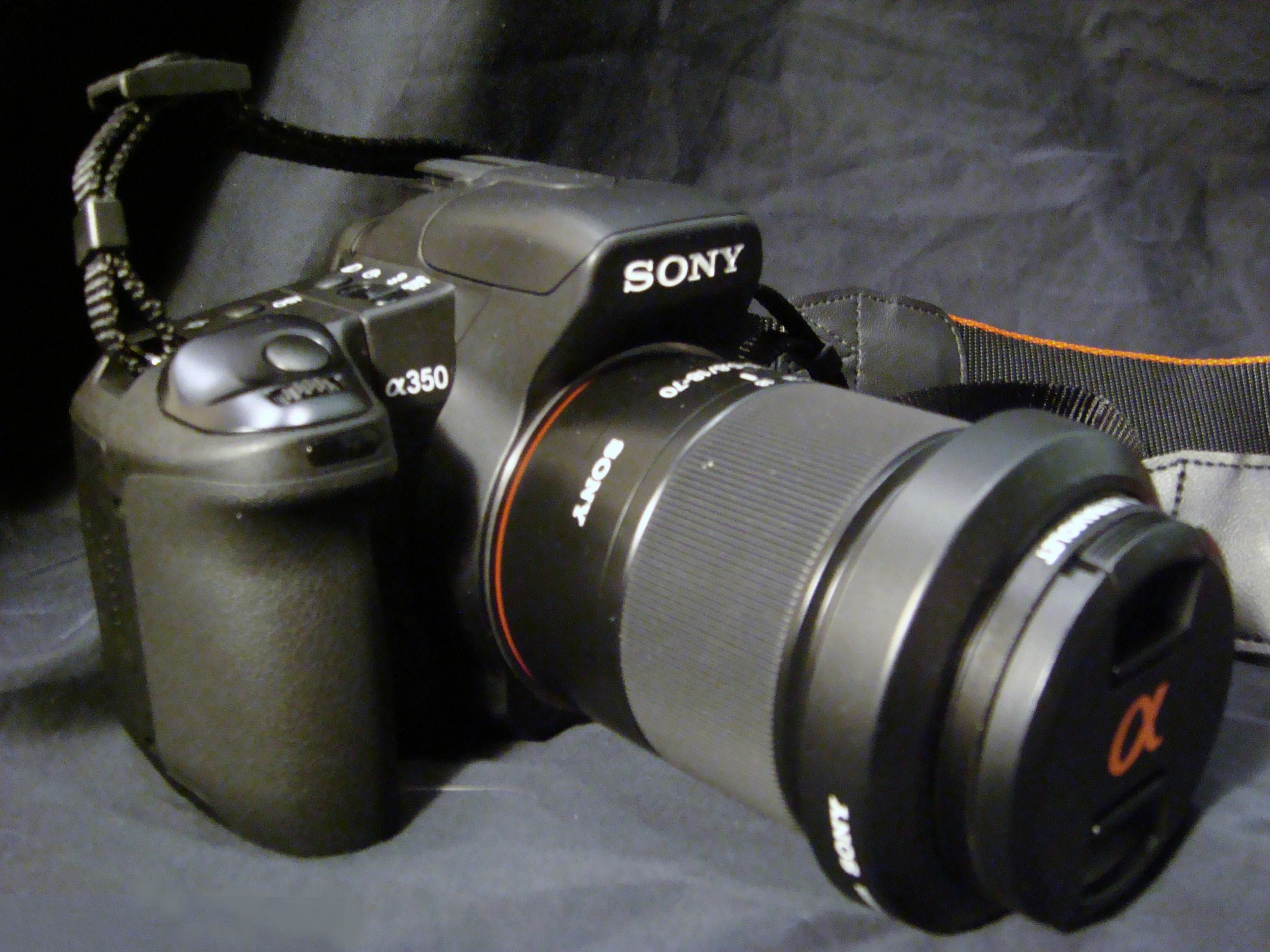
Sony α350 z obiektywem 18-70mm

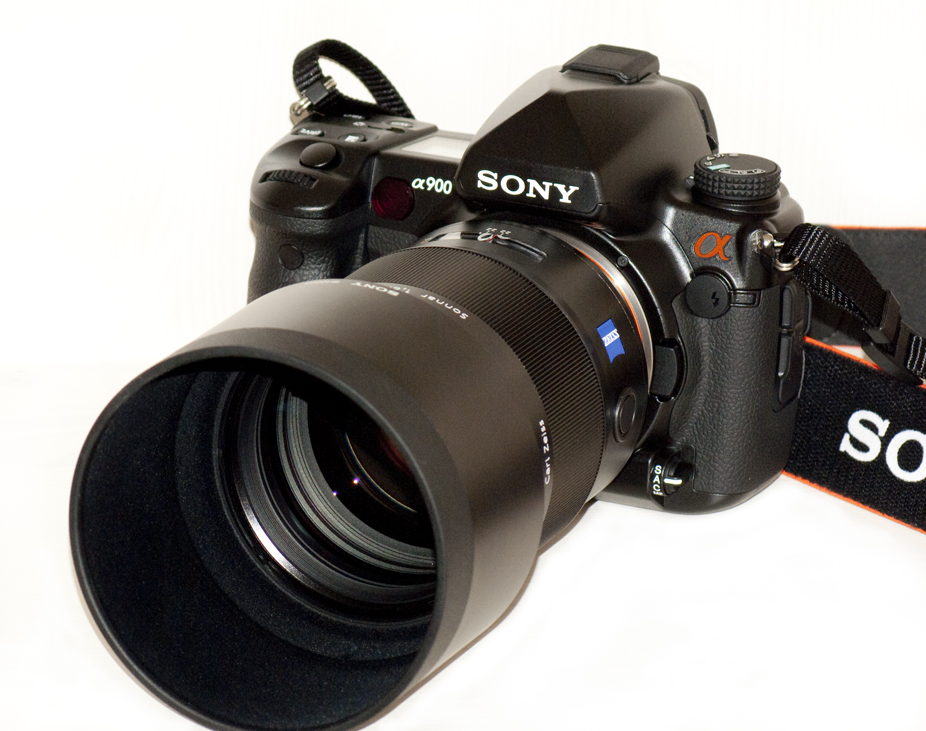
Sony α900 z obiektywem Zeiss 135mm

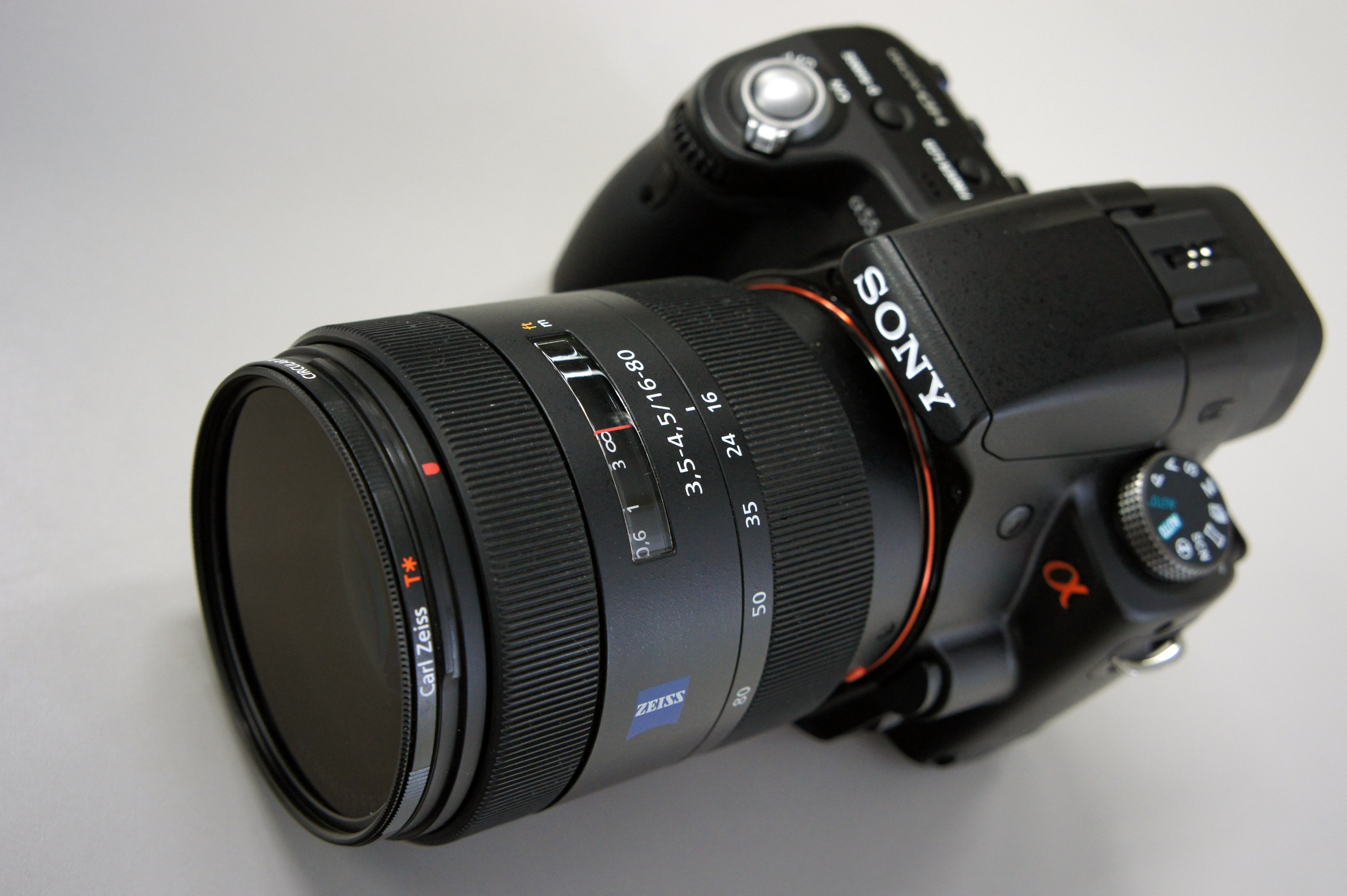
Sony α55 z obiektywem Zeiss 16-80mm

| Nazwa                                       | Pełne nazwa            | Data premiery    | Bagnet | Matryca | Segment                    | Status         |
| ------------------------------------------- | ---------------------- | ---------------- | ------ | ------- | -------------------------- | -------------- |
| APS-C                                       |                        |                  |        |         |                            |                |
| α100                                        | DSLR-A100              | czerwiec 2006    | Sony A | CCD     | dla średnio zaawansowanych | nieprodukowany |
| α700                                        | DSLR-A700              | wrzesień 2007    | Sony A | CMOS    | dla zaawansowanych         | nieprodukowany |
| α200                                        | DSLR-A200              | styczeń 2008     | Sony A | CCD     | dla początkujących         | nieprodukowany |
| α300                                        | DSLR-A300              | styczeń 2008     | Sony A | CCD     | dla początkujących         | nieprodukowany |
| α350                                        | DSLR-A350              | styczeń 2008     | Sony A | CCD     | dla początkujących         | nieprodukowany |
| α230                                        | DSLR-A230              | maj 2009         | Sony A | CCD     | dla początkujących         | nieprodukowany |
| α330                                        | DSLR-A330              | maj 2009         | Sony A | CCD     | dla początkujących         | nieprodukowany |
| α380                                        | DSLR-A380              | maj 2009         | Sony A | CCD     | dla początkujących         | nieprodukowany |
| α500                                        | DSLR-A500              | październik 2009 | Sony A | CMOS    | dla średnio zaawansowanych | nieprodukowany |
| α550                                        | DSLR-A550              | październik 2009 | Sony A | CMOS    | dla średnio zaawansowanych | nieprodukowany |
| α450                                        | DSLR-A450              | luty 2010        | Sony A | CMOS    | dla średnio zaawansowanych | nieprodukowany |
| α290                                        | DSLR-A290              | czerwiec 2010    | Sony A | CCD     | dla początkujących         | nieprodukowany |
| α390                                        | DSLR-A390              | czerwiec 2010    | Sony A | CCD     | dla początkujących         | nieprodukowany |
| α580                                        | DSLR-A580              | październik 2010 | Sony A | CMOS    | dla średnio zaawansowanych | nieprodukowany |
| α560                                        | DSLR-A560              | I kwartał 2011   | Sony A | CMOS    | dla średnio zaawansowanych | nieprodukowany |
| α33                                         | SLT-A33                | październik 2010 | Sony A | CMOS    | dla średnio zaawansowanych | nieprodukowany |
| α55                                         | SLT-A55                | październik 2010 | Sony A | CMOS    | dla średnio zaawansowanych | nieprodukowany |
| α35                                         | SLT-A35                | lipiec 2011      | Sony A | CMOS    | dla początkujących         | nieprodukowany |
| α65                                         | SLT-A65                | sierpień 2011    | Sony A | CMOS    | dla średnio zaawansowanych | nieprodukowany |
| α77                                         | SLT-A77                | sierpień 2011    | Sony A | CMOS    | dla profesjonalistów       | nieprodukowany |
| α57                                         | SLT-A57                | marzec 2012      | Sony A | CMOS    | dla średnio zaawansowanych | nieprodukowany |
| α37                                         | SLT-A37                | maj 2012         | Sony A | CMOS    | dla początkujących         | nieprodukowany |
| α58                                         | SLT-A58                | luty 2013        | Sony A | CMOS    | dla średnio zaawansowanych | nieprodukowany |
| α77 II                                      | SLT-A77 II (ILCA-77M2) | maj 2014         | Sony A | CMOS    | dla profesjonalistów       | w produkcji    |
| α68                                         | SLT-A68 (ILCA-68)      | listopad 2015    | Sony A | CMOS    | dla średnio zaawansowanych | w produkcji    |
| pełnoklatkowe                               |                        |                  |        |         |                            |                |
| α900                                        | DSLR-A900              | wrzesień 2008    | Sony A | CMOS    | dla profesjonalistów       | nieprodukowany |
| α850                                        | DSLR-A850              | wrzesień 2009    | Sony A | CMOS    | dla profesjonalistów       | nieprodukowany |
| α99                                         | SLT-A99                | grudzień 2012    | Sony A | CMOS    | dla profesjonalistów       | nieprodukowany |
| α99 II                                      | SLT-A99 II             | listopad 2016    | Sony A | CMOS    | dla profesjonalistów       | w produkcji    |
| aparaty kompaktowe z wymiennymi obiektywami |                        |                  |        |         |                            |                |
| NEX-3                                       | NEX-3                  | maj 2010         | Sony E | CMOS    | dla początkujących         | nieprodukowany |
| NEX-5                                       | NEX-5                  | maj 2010         | Sony E | CMOS    | dla początkujących         | nieprodukowany |
| NEX-C3                                      | NEX-C3                 | lipiec 2011      | Sony E | CMOS    | dla początkujących         | nieprodukowany |
| NEX-5N                                      | NEX-5N                 | sierpień 2011    | Sony E | CMOS    | dla początkujących         | nieprodukowany |
| NEX-7                                       | NEX-7                  | sierpień 2011    | Sony E | CMOS    | dla zaawansowanych         | nieprodukowany |
| NEX-F3                                      | NEX-F3                 | maj 2012         | Sony E | CMOS    | dla początkujących         | nieprodukowany |
| α7                                          | ILCE-7                 | październik 2013 | Sony E | CMOS    | dla zaawansowanych         | w produkcji    |
| α7R                                         | ILCE-7r                | październik 2013 | Sony E | CMOS    | dla zaawansowanych         | nieprodukowany |

## Bagnet α
Bagnet α znany wcześniej jako bagnet Minolta AF został zaprojektowany przez Minoltę w 1985 roku. Był to pierwszy na świecie system automatycznego ustawiania ostrości. Lustrzanki Sony Alfa współpracują bez ograniczeń zarówno z obiektywami Minolty, jak i Koniki Minolty z bagnetem A. Dodatkowo przez dedykowane adaptery można korzystać z manualnych obiektywów wyposażonych w bagnety M42, T-mount i inne.

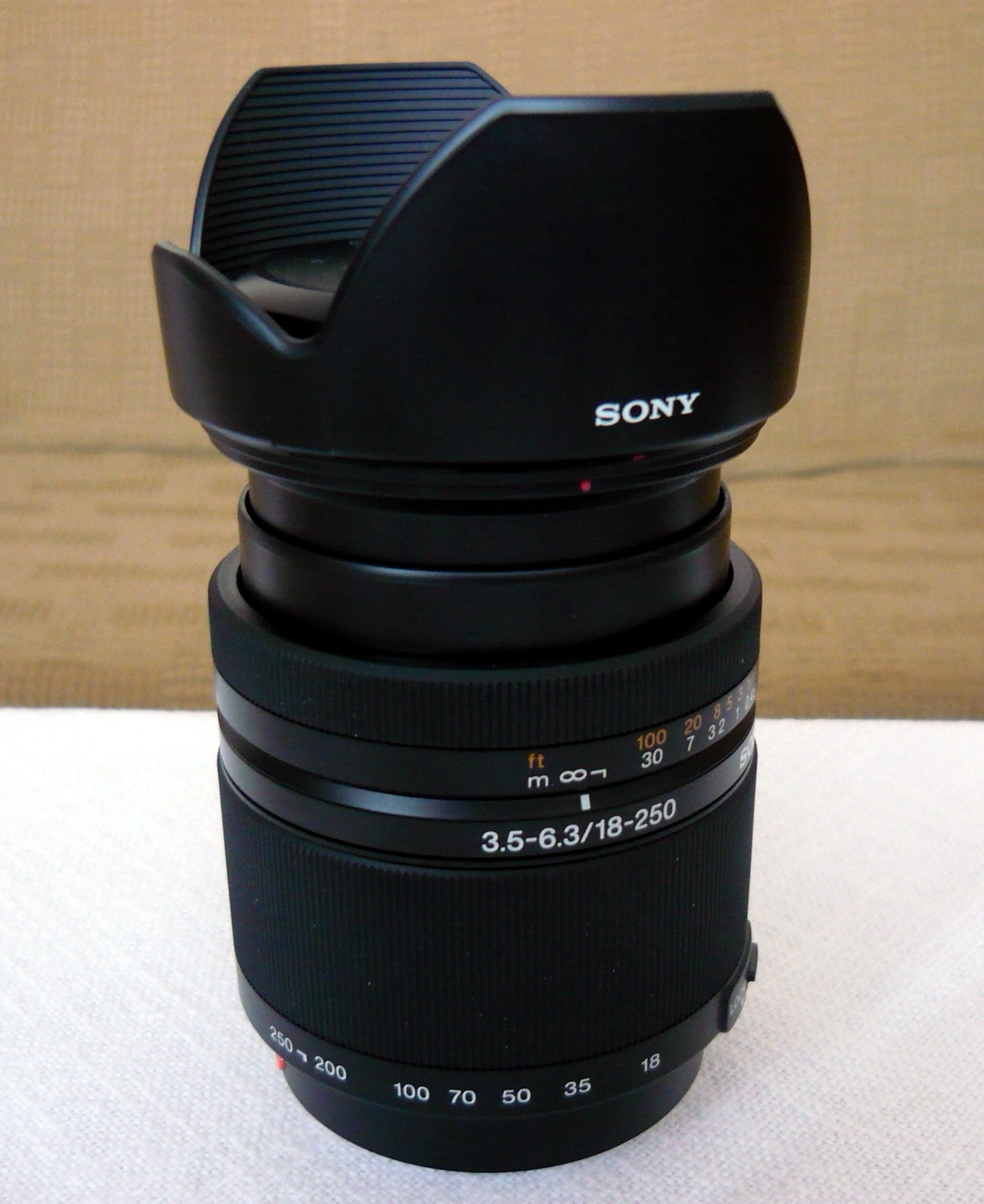
Obiektyw Sony 18-250mm 3.5-6.3

### Obiektywy
| DT  | "Digital Technology" obiektywy projektowane na matrycę o rozmiarze APS-C.                                                                                 |
| G   | Seria "G", Profesjonalne obiektywy Sony. |
| ZA  | "Zeiss Alpha", nowe obiektywy produkowane na licencji firmy Carl Zeiss z możliwością automatycznej regulacji ostrości w przeciwieństwie do innych wersji. |
| SSM | "SuperSonic Motor", wbudowany w obiektywie silnik ultradźwiękowy stosowany w niektórych modelach Carl Zeiss i serii G.                                    |
| SAM | "Smooth Autofocus Motor", wbudowany w obiektywie silnik oferowany w niektórych amatorskich modelach obiektywów od 2009 roku.                              |

| Obiektyw                                           | Data premiery    |
| -------------------------------------------------- | ---------------- |
| Obiektywy zmiennoogniskowe                         |                  |
| DT 11-18mm f/4,5-5,6                               | sierpień 2006    |
| Carl Zeiss Vario-Sonnar T* 16-35mm SSM f/2,8 ZA    | luty 2009        |
| DT 16-50mm f/2,8 SSM                               | sierpień 2011    |
| Carl Zeiss Vario-Sonnar T* DT 16-80mm f/3,5-4,5 ZA | kwiecień 2007    |
| DT 16-105 mm f/3,5-5,6                             | wrzesień 2007    |
| DT 18-55mm f/3,5-5,6 SAM                           | marzec 2009      |
| DT 18-55mm f/3,5-5,6 SAM II                        | luty 2013        |
| DT 18-70mm f//3,5-5,6                              | lipiec 2006      |
| DT 18-135 f/3,5-5,6 SAM                            | maj 2012         |
| DT 18-200mm f/3,5-6,3                              | lipiec 2006      |
| DT 18-250 f/3,5-6,3                                | wrzesień 2007    |
| Carl Zeiss Vario-Sonnar T* 24-70mm SSM f/2,8 ZA    | luty 2008        |
| 24-105mm f/3,5-4,5                                 | listopad 2006    |
| 28-75mm f/2,8                                      | wrzesień 2009    |
| DT 55-200mm f/4-5,6                                | marzec 2009      |
| 70-200mm f/2,8 G SSM                               | sierpień 2006    |
| 70-200mm f/2,8 G SSM II                            | październik 2013 |
| 70-300 f/4,5-5,6 G SSM                             | wrzesień 2007    |
| 70-400 f/4-5,6 G SSM                               | luty 2009        |
| 70-400 f/4-5,6 G SSM II                            | luty 2013        |
| 75-300mm f/4,5-5,6                                 | lipiec 2006      |
| Obiektywy stałoogniskowe                           |                  |
| 16mm f/2,8 Fisheye                                 | październik 2006 |
| 20mm f/2,8                                         | październik 2006 |
| Carl Zeiss Distagon T* 24mm f/2 ZA SSM             | lipiec 2010      |
| 28mm f/2,8                                         | październik 2006 |
| DT 30mm f/2,8 Macro                                | marzec 2009      |
| 35mm f/1,4 G                                       | październik 2006 |
| DT 35mm f/1,8                                      | październik 2010 |
| 50mm f/1,4                                         | lipiec 2006      |
| Carl Zeiss Planar T* 50mm f/1,4 ZA                 | luty 2013        |
| DT 50mm f/1,8                                      | marzec 2009      |
| 50mm f/2,8 Macro                                   | lipiec 2006      |
| Carl Zeiss Planar T* 85mm f/1,4 ZA                 | październik 2006 |
| 85mm f/2.8 SAM                                     | październik 2010 |
| 100mm f/2,8 Macro                                  | lipiec 2006      |
| Carl Zeiss Sonnar T* 135mm f/1,8 ZA                | październik 2006 |
| 135mm f/2,8 Smooth Transition Focus (STF)          | październik 2006 |
| 300mm f/2,8 G SSM                                  | wrzesień 2006    |
| 300mm f/2,8 G SSM II                               | grudzień 2012    |
| 500mm f/4 G SSM                                    | luty 2012        |
| 500mm f/8 Reflex                                   | październik 2006 |
| Telekonwertery                                     |                  |
| 1.4× Tele-converter                                | wrzesień 2006    |
| 2× Tele-converter                                  | wrzesień 2006    |

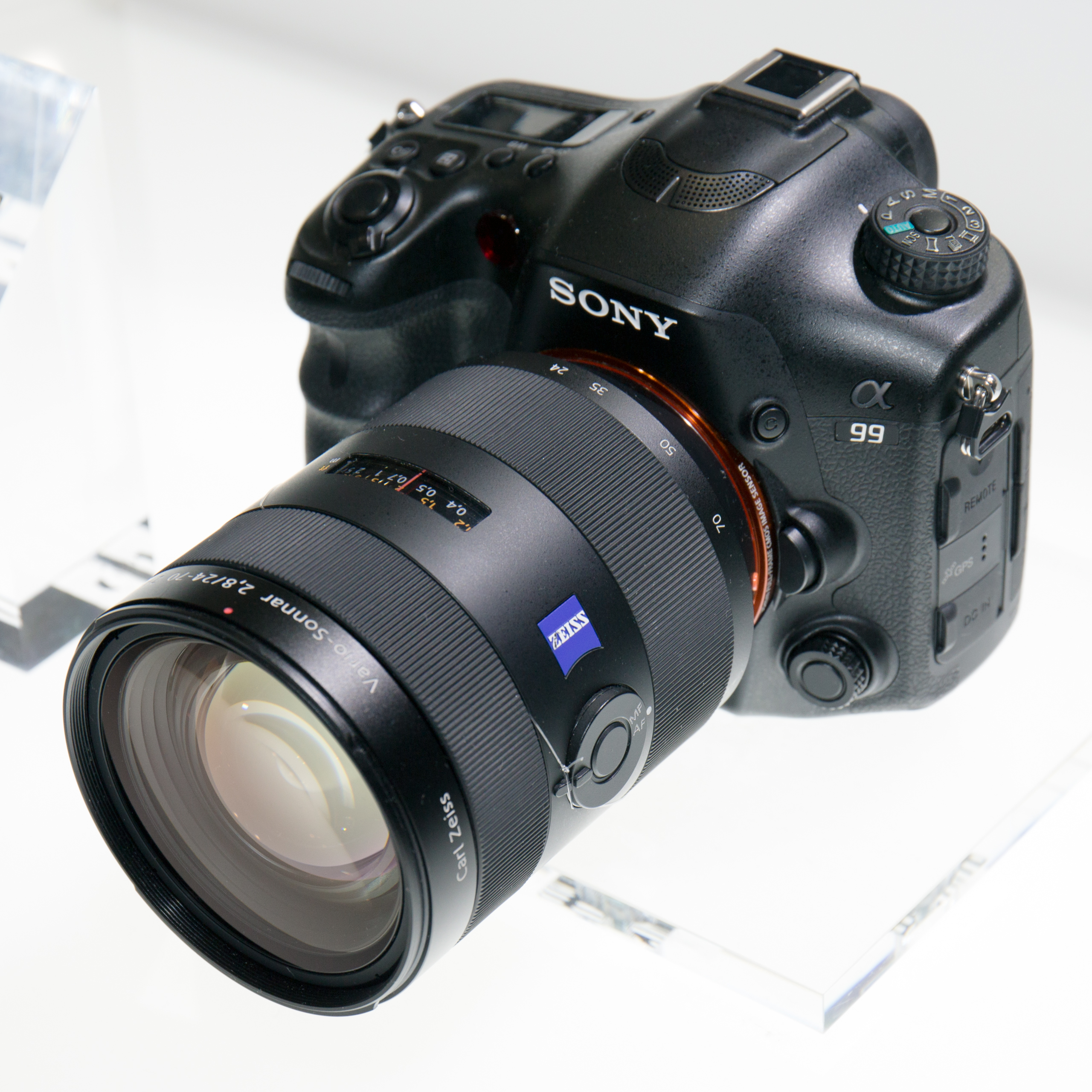
Sony α99 z obiektywem Carl Zeiss Vario-Sonnar T* 24-70mm SSM 2,8 ZA

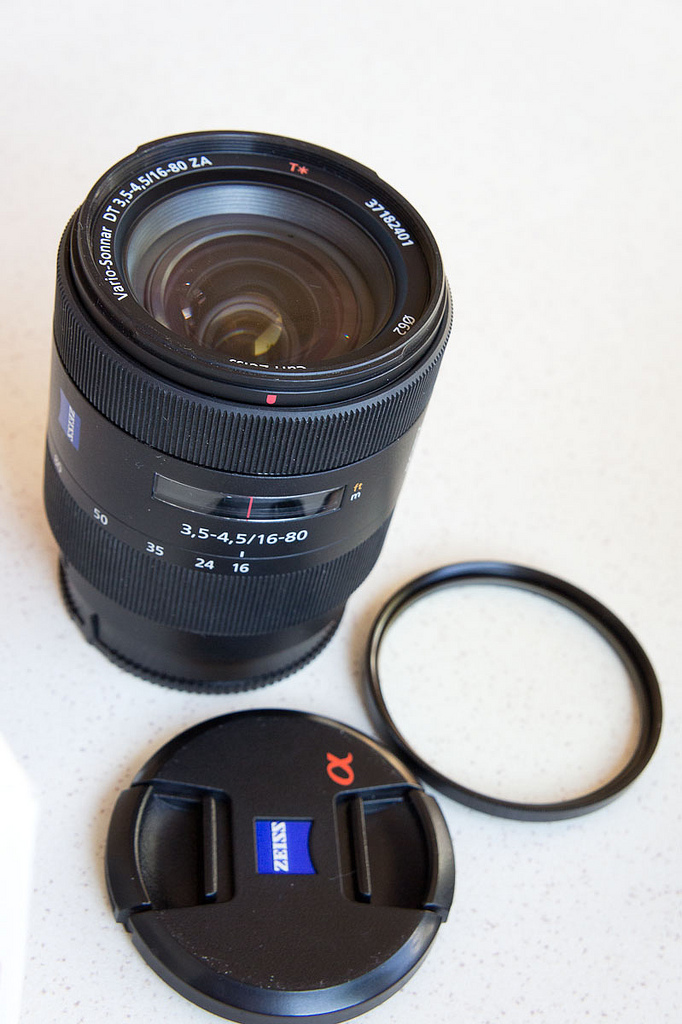
Sony Vario-Sonnar T* DT 16-80mm f/3,5-4,5 ZA

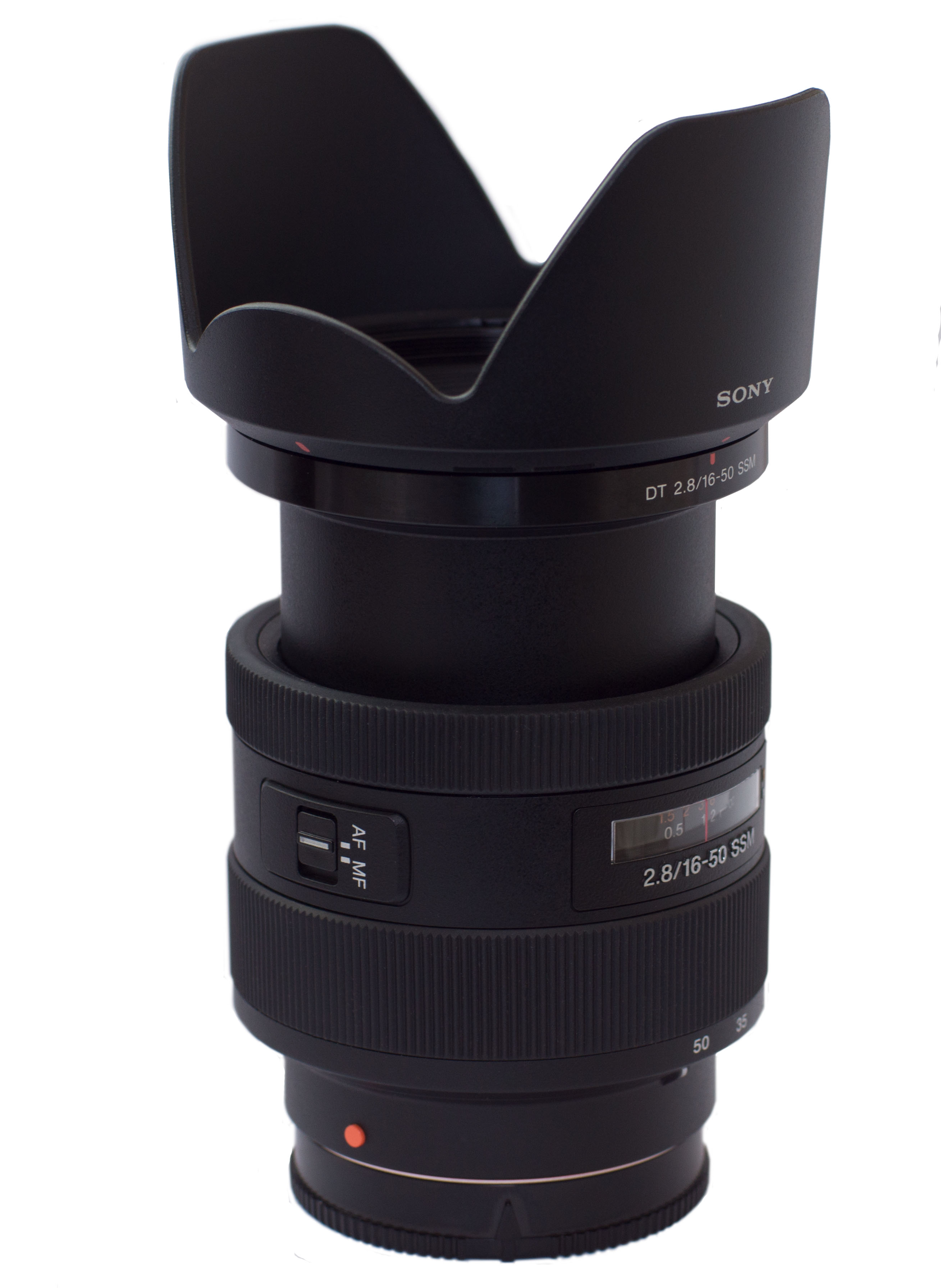
Sony DT 16-50mm f/2,8 SSM uszczelniany, parafokalny zoom zoptymalizowany do wideo

Oprócz tego obiektywy z bagnetem A produkuje między innymi Tamron, Sigma, Tokina oraz Schneider Kreuznach

### Akcesoria

#### Lampy błyskowe

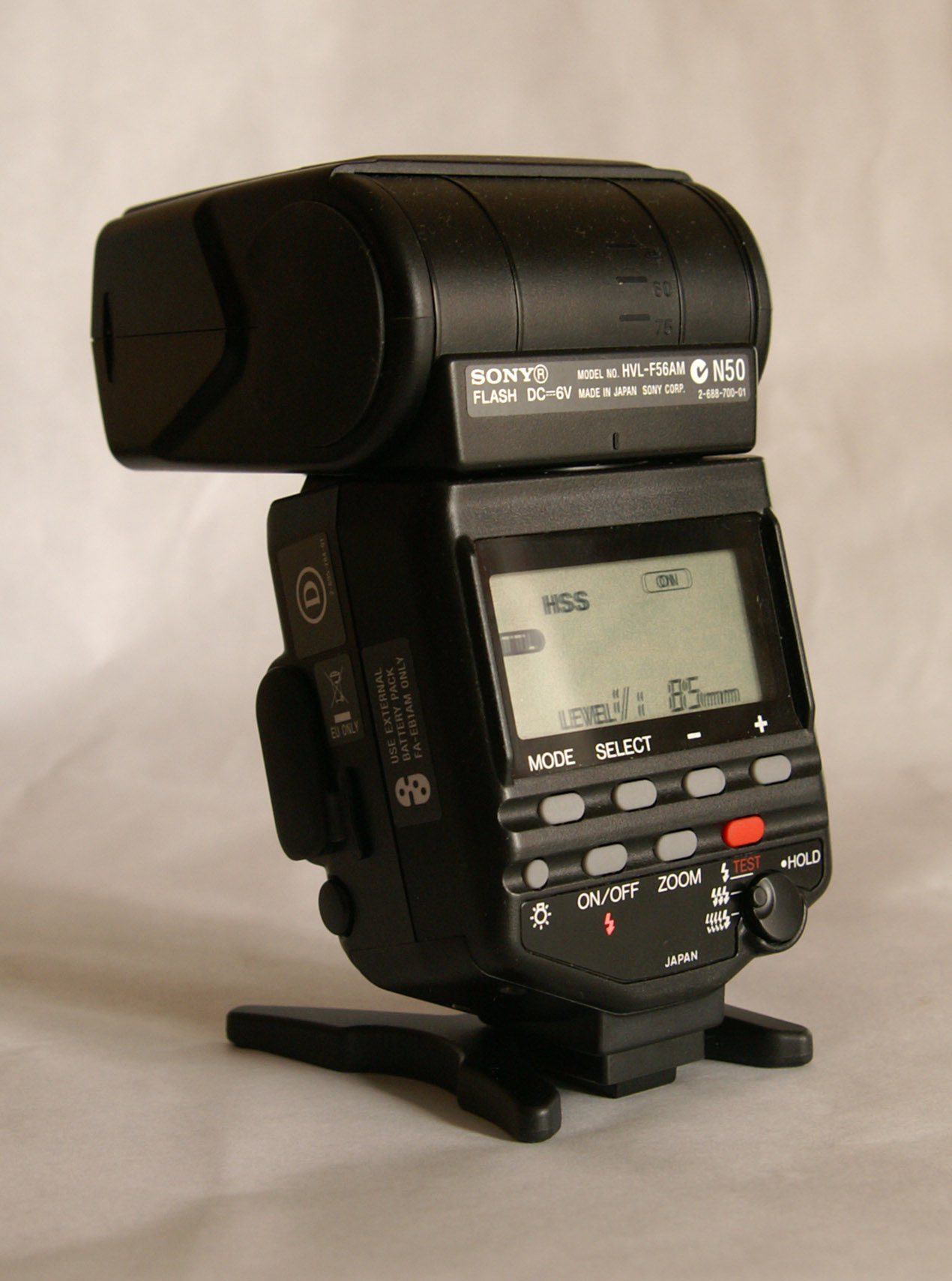
Sony HVL-F56AM

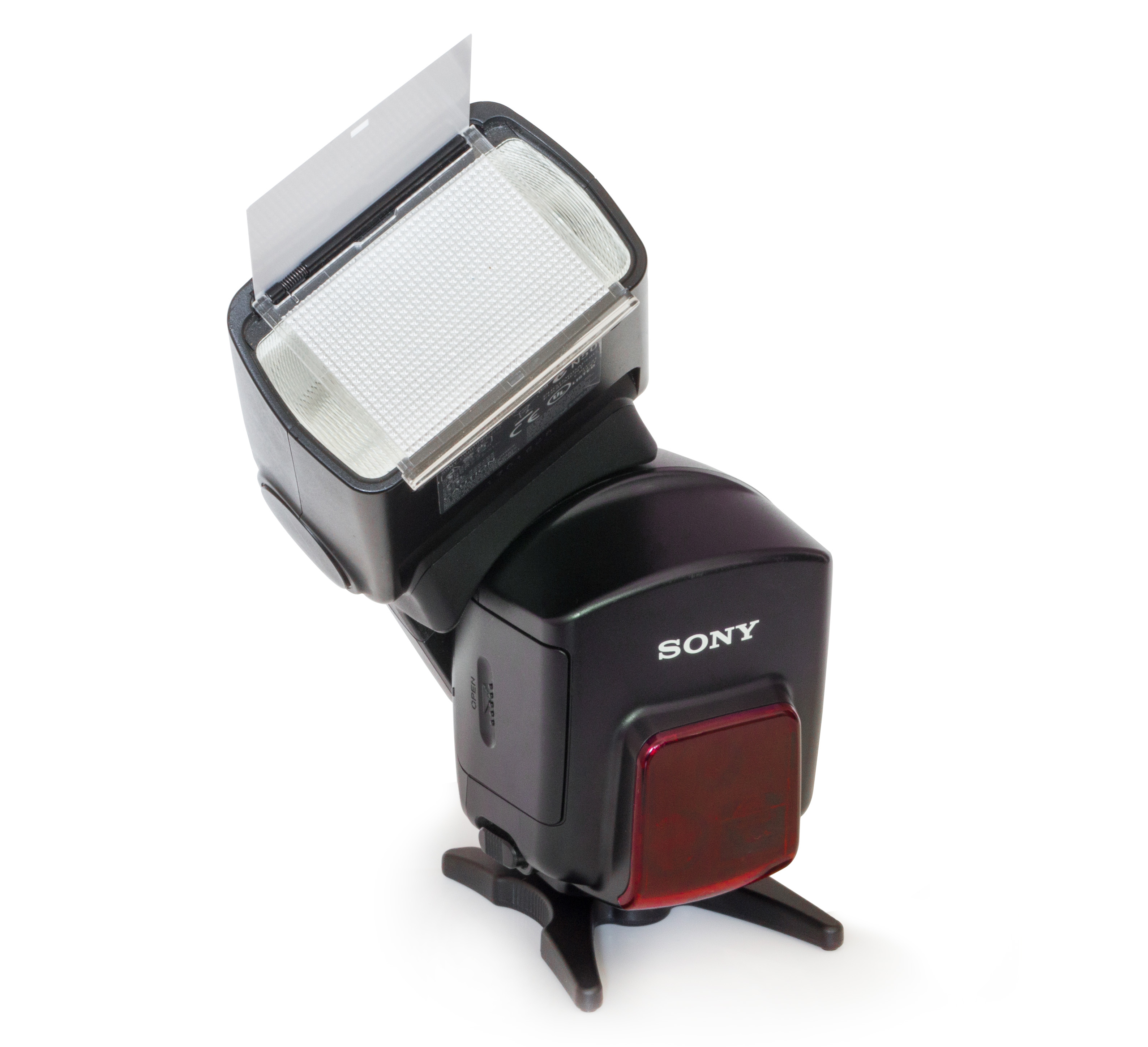
Sony HVL-F58AM z Quick Shift Bounce

Pierwsze dwa modele lamp wyprodukowanych przez Sony (HVL-F36AM i HVL-F56AM) wzorowane są na modelach Minolty. Późniejsze modele uzupełniały stopniowo system o nowe akcesoria wprowadzając mechanizm Quick Shift Bounce wraz z lampą HVL-F58AM oraz pełne uszczelnienia przeciw wilgoci w lampie HVL-F43AM.
| Model      | Liczba przewodnia    | ISO | Stopka  | Dodatkowe informacje                             |
| ---------- | -------------------- | --- | ------- | ------------------------------------------------ |
| HVL-F20AM  | 20                   | 100 | iISO    | Składana, kompaktowa lampa błyskowa              |
| HVL-F20M   | 20                   | 100 | ISO 518 | Składana, kompaktowa lampa błyskowa              |
| HVL-F36AM  | 36                   | 100 | iISO    |                                                  |
| HVL-F42AM  | 42                   | 100 | iISO    |                                                  |
| HVL-F43AM  | 43                   | 100 | iISO    | Quick Shift Bounce Uszczelnienia przeciw wilgoci |
| HVL-F56AM  | 56                   | 100 | iISO    |                                                  |
| HVL-F58AM  | 58                   | 100 | iISO    | Quick Shift Bounce                               |
| HVL-F60M   | 60                   | 100 | ISO 518 | Quick Shift Bounce Uszczelnienia przeciw wilgoci |
| HVL-RLAM   | 12                   | 100 | iISO    | Lampa pierścieniowa                              |
| HVL-RL1    | - (do 700lx na 30cm) | 100 | ISO 518 | Lampa pierścieniowa                              |
| HVL-MT24AM | 2× 12                | 100 | iISO    | Podwójna lampa do makro                          |

Dodatkowo dostępne są akcesoria do lamp błyskowych pozwalające na ich wykorzystanie w studiu, wliczając w to akcesoria pozwalające na wykorzystanie lamp ze standardową gorącą stopką.
| Oznaczenie | Opis                                                                                |
| ---------- | ----------------------------------------------------------------------------------- |
| FA-MA1AM   | Adapter do lampy HVL-RLAM umożliwiający podłączenie jej z większą liczbą obiektywów |
| FA-EB1AM   | Zewnętrzny zasilacz do lampy HVL-F58AM                                              |
| FA-ST1AM   | Adapter do synchronizacji lampy błyskowej                                           |
| FA-HS1AM   | Adapter gorącej stopki na iISO                                                      |
| FA-TC1AM   | Trójnik do synchronizacji lamp błyskowych                                           |
| FA-EC1AM   | Kabel przedłużający do gniazda synchronizacji lampy błyskowej                       |
| FA-MC1AM   | Kabel połączeniowy do zewnętrznych lamp błyskowych                                  |
| FA-CC1AM   | Kabel do wyzwalania zewnętrznej lampy błyskowej                                     |

#### Uchwyty pionowe

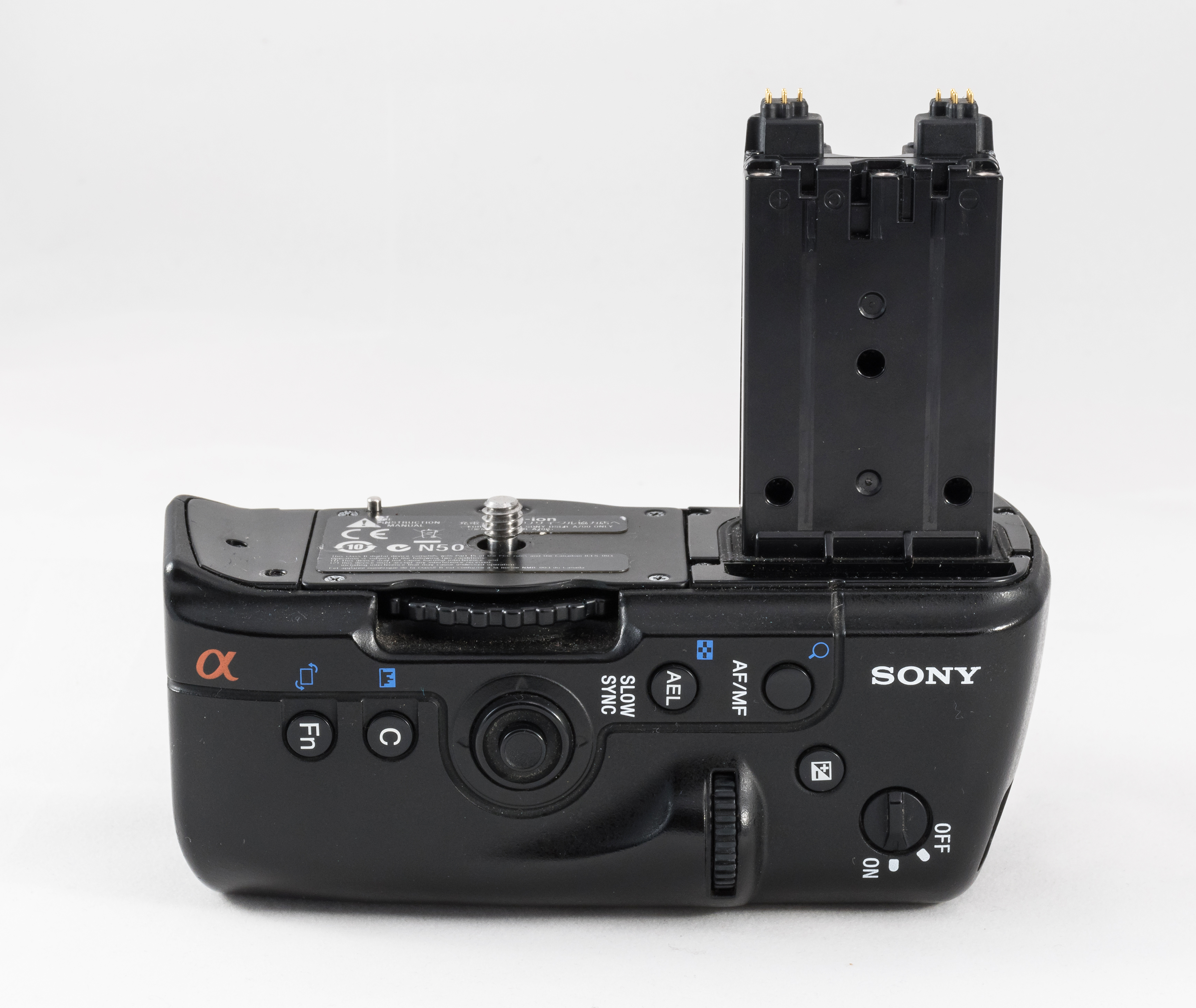
Sony VG-C70AM, uchwyt do α700

Część lustrzanek jest kompatybilna z uchwytami pionowymi (inaczej gripami) pozwalającymi na bardziej komfortowe fotografowanie w orientacji pionowej, a także na wykorzystanie dwóch baterii zamiast standardowej jednej w korpusie.
| Model    | Kompatybilność         |
| -------- | ---------------------- |
| VG-B30AM | α200, α300, α350       |
| VG-B50AM | α500, α550, α560, α580 |
| VG-C70AM | α700                   |
| VG-C77AM | α77                    |
| VG-C90AM | α850, α900             |
| VG-C99AM | α99                    |

#### Inne

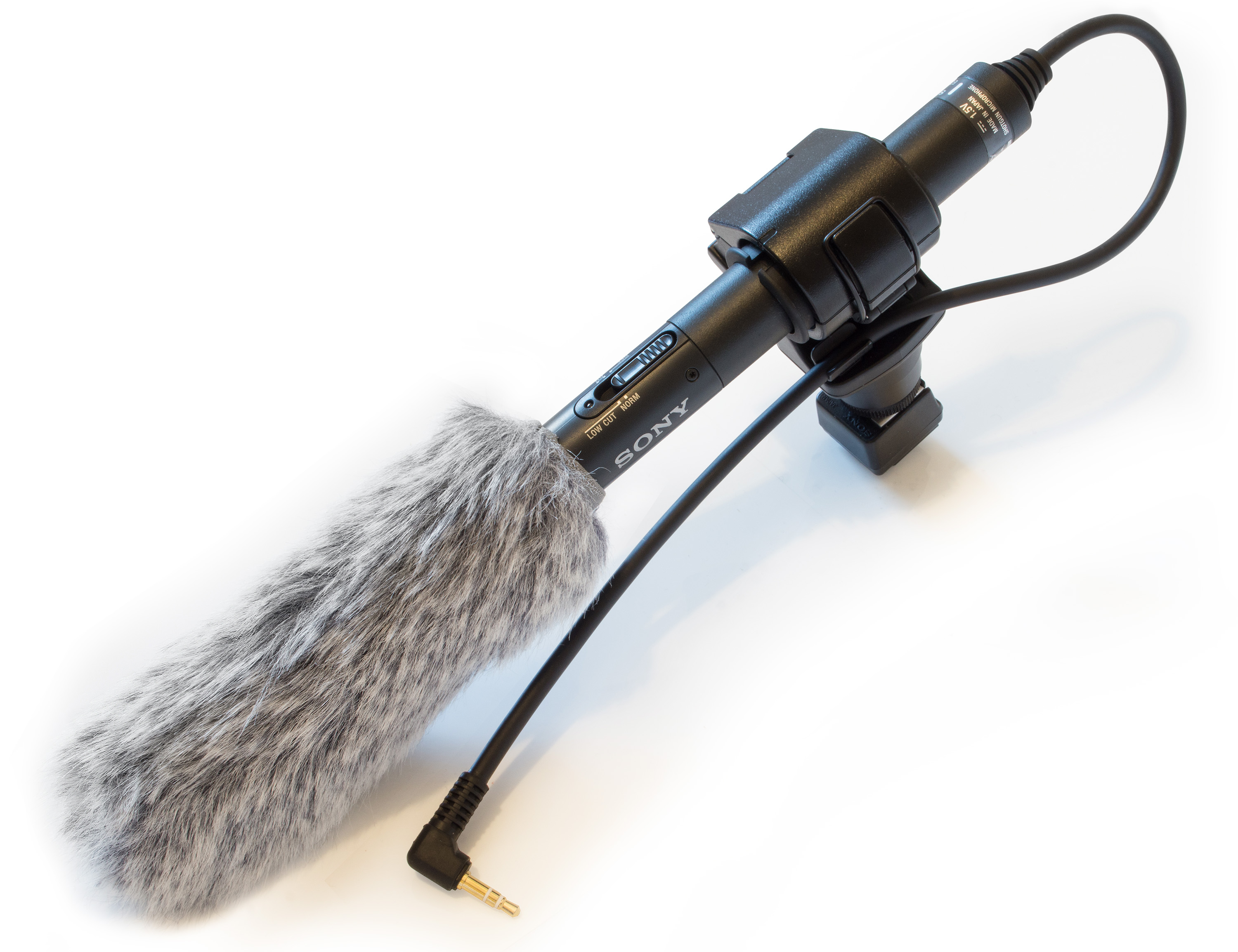
Mikrofon ECM-CG50

Oprócz tego lustrzanki Sony są kompatybilne z seriami adapterów zasilania, muszli ocznych, osłon wyświetlaczy LCD, pilotami zdalnego wyzwalania (bezprzewodowymi i przewodowymi), a także akcesoriami video:
| Oznaczenie | Opis                                                         |
| ---------- | ------------------------------------------------------------ |
| ECM-ALST1  | Zewnętrzny mikrofon stereo                                   |
| ECM-CG50   | Zewnętrzny mikrofon stereo typu "shotgun"                    |
| CLM-V55    | Zewnętrzny wyświetlacz LCD                                   |
| HVL-LE1    | Lampa światła stałego (LED)                                  |
| VCT-55LH   | Uchwyt na akcesoria z zimną stopką                           |
| XLR-K1M    | Adapter ze złączami XLR oraz mikrofonem ECM-XM1 (w zestawie) |

## Bagnet E(Sony NEX)
Bagnet E jest wykorzystywany w aparatach z serii NEX oraz kamerach video z serii NEX-VG i NEX-FS.

### Obiektywy
Sony w oznaczeniach obiektywów z bagnetem E stosuje oznaczenie SEL (Sony E-mount Lens), w odróżnieniu do oznaczenia kodowego SAL dla obiektywów z bagnetem A. Obiektywy z bagnetem A można jednak podłączać do aparatów z serii NEX przez dedykowane akcesoria, z kolei obiektywów NEX nie da się podłączyć do lustrzanek z bagnetem A
| Obiektywy zmiennoogniskowe                  |                  |
| Sony SEL 18-55mm f/3,5-5,6 OSS              | maj 2010         |
| Sony SEL 18-200mm f/3,5-6,3 OSS             | maj 2010         |
| Sony SEL 18-200mm f/3,5-6,3 OSS LE          | maj 2012         |
| Sony SEL 55-210mm f/4,5-6,3 OSS             | październik 2011 |
| Obiektywy stałoogniskowe                    |                  |
| Sony SEL 16mm f/2,8                         | maj 2010         |
| Sony SEL Carl Zeiss Distagon T* 24 mm f/1.8 | sierpień 2011    |
| Sony SEL 30mm f/3,5 Macro                   | czerwiec 2011    |
| Sony SEL 50mm f/1,8                         | grudzień 2011    |

W lutym 2011 roku Sony udostępniło bezpłatnie specyfikację bagnetu E firmom zainteresowanym tworzeniem obiektywów z bagnetem E. Od tamtej pory dwóch największych niezależnych producentów optyki - Tamron, Sigma - zaprezentowało swoje obiektywy z natywnym bagnetem E.

### Akcesoria
Wraz z pojawieniem się bezlusterkowców z serii NEX Sony zaczęło prezentować akcesoria wykorzystujące nowy, natywny port akcesoriów wprowadzony wraz z NEX 5 i NEX 3.
| Oznaczenie | Opis                                                                            |
| ---------- | ------------------------------------------------------------------------------- |
| FDA-EV1S   | Zewnętrzny wizjer elektroniczny OLED                                            |
| FDA-SV1    | Zewnętrzny wizjer optyczny                                                      |
| LA-EA1     | Adapter obiektywów z bagnetem A do aparatów i kamer NEX                         |
| LA-EA2     | Adapter obiektywów z bagnetem A do aparatów i kamer NEX z wbudowanym układem AF |
| ECM-SST1   | Zewnętrzny mikrofon stereo                                                      |
| HVL-F20S   | Zewnętrzna lampa błyskowa o liczbie przewodniej 20                              |